# Le Magnifique – ich bin der Größte
Le Magnifique – ich bin der Größte (Originaltitel: Le Magnifique) ist eine französisch-italienische Actionfilm-Komödie aus dem Jahr 1973. Unter der Regie von Philippe de Broca spielten Jean-Paul Belmondo und Jacqueline Bisset die Hauptrollen.

## Handlung
Die turbulente Handlung des Films findet auf zwei Ebenen statt, in einer realen Welt und in einer Phantasiewelt, die sich ständig überschneiden.
Paris: François Merlin lebt in einer tristen Pariser Wohnung, wo er Geschichten für Schundhefte erfindet. Sein Verleger Georges Charron ist ein wahrer Sklaventreiber. Während sich Merlin mit seinen abstrusen Geschichten den Alltagsfrust von der Seele schreibt, schlüpft er beim Eintauchen in dieses Paralleluniversum regelmäßig in die Rolle seines Romanhelden Bob Saint-Clair. Sein alter ego ist ein französischer Westentaschen-James Bond und das Gegenteil von Merlin: ein smarter Siegertyp und Frauenheld, dem alles gelingt und der mit lässiger Attitüde und einem Lächeln auf den Lippen seine Gegenspieler ausschaltet. Mehr und mehr verschwimmen Realität und Tagträumerei, und Merlins Gegner im wahren Leben tauchen in fremder Gestalt in seiner Phantasiewelt wieder auf.
Mexiko: Ein Hai hat in Merlins Romanwelt soeben einen Agenten in einer Telefonzelle gefressen. Ein Fall für den französischen Superagenten Bob Saint-Clair, den fähigsten Spion der Welt. Er wird von seinem Chef in das mittelamerikanische Land entsandt, wo ihn seine reizende Kollegin Tatiana bereits erwartet. Am Strand werden beide von einer Horde feindlicher Agenten angegriffen, die für den fiesen albanischen Oberst Karpov, Erzfeind der freien Welt, arbeiten. Zwischen dem Feuerwechsel läuft eine Putzfrau mit einem Staubsauger über den Sandstrand und verrichtet dort ihre Arbeit.
Paris: François fühlt sich von der saugenden Putzfrau unterbrochen, denn sie ist Realität. Sie wuselt durch seine Pariser Wohnung und stört ihn beim kreativen Vorgang des Schreibens. Genervt hackt Merlin in seine Schreibmaschine. Ein Elektriker klingelt und soll Reparaturen in der Wohnung vornehmen, kann aber nicht anfangen, ehe der Klempner seinen Job gemacht hat, der aber nicht kommt.
Mexiko: Bob Saint-Clair hat es leichter: der Elektriker nervt? Bob legt ihn kurzerhand um. Dann wird der Superagent von der Übermacht feindlicher Agenten überwältigt und zusammen mit Tatiana in einen bereitstehenden Hubschrauber gezerrt. Plötzlich überkommen Bob Sprachprobleme…
Paris: …und zwar aufgrund des Buchstabens “R”, denn der springt immer raus. Merlins Schreibmaschine gibt allmählich den Geist auf; wohl oder übel muss sich der Roman-Autor eine neue anschaffen. Beim Verlassen des Hauses trifft er im Fahrstuhl seine hübsche Nachbarin, eine Engländerin, die in Paris zu Auslandsstudien weilt. Die junge Frau gleicht Tatiana. Merlin ist in sie verliebt, und so hat auch Superagent Bob ein Auge auf Tatiana geworfen. Die neue Maschine ist gekauft, doch nun ist auch Merlins Geldbeutel leer. Er bittet seinen Verleger Charron um einen kleinen Vorschuss, doch der lehnt brüsk ab und treibt Merlin stattdessen weiter an, denn sein demnächst abzuliefernder Text solle noch unbedingt in die nächste Heft-Ausgabe. Charron gleicht dem diabolischen Albaner-Oberst Karpov...
Mexiko: …und dieser nimmt nun die mit dem Hubschrauber einfliegenden Bob und Tatiana in Empfang — als seine persönlichen Gefangenen. Karpov scheut nicht vor Folter, um Informationen aus Bob herauszupressen. Gerade will er eine von Tatianas Brüsten abschneiden, da betritt ein junger Mann die Szene.
Paris: Es ist Merlins Sohn, der sich mit seinem Vater zum Frühstück verabredet hat. Beide schauen aus dem Fenster hinaus und sehen dort unten die hübsche Nachbarin …
Mexiko: …die sich als Tatiana gerade in größter Gefahr befindet. Doch Bob, der Superheld, erledigt all Gegner in einem blutigen Gemetzel. In letzter Minute gelingt es ihm und Tatiana, den Schurken zu entkommen.
Paris: François Merlin wird in seinem Schaffensdrang von den Klempnern unterbrochen, die endlich eingetroffen sind. Doch die können nichts machen, ehe nicht der Elektriker seine Vorarbeit geleistet hat. Dann taucht die Nachbarin auf und fragt wiederum nach den Klempnern, denn die hätten auch bei ihr noch etwas reparieren sollen. Für die Engländerin tut Merlin alles, und so rennt er den Handwerkern nach, um sie zurückzuholen. Währenddessen blättert die Studentin in einer von Merlins Schmökergeschichten herum. Ehe sie geht, nimmt sie eine seiner Arbeiten mit.
Mexiko: Währenddessen kommen sich Bob und Tatiana auf ihrer Flucht näher. Sie fliegen über die Pyramiden der Mayas.
Paris: Die Studentin liest mit großem Interesse Merlins Agentenstory “Rote Panik in Alaska”, in der wieder der unbesiegbare Bob Saint-Clair im Mittelpunkt des aufregenden Geschehens steht...
Alaska: …der soeben mit einem Kanu auf einem reißenden Strom entlangpaddelt.
Paris: Die Engländerin hat die Geschichte um den französischen Romanhelden in einem Rutsch durchgelesen und leiht sich nun  andere Merlin-Ergüsse aus, mit dem Versprechen, ihm mitzuteilen, was sie davon hält. Ihr Interesse an François verleiht dem Autor Flügel, die Einfälle sprudeln aus ihm heraist.
Mexiko: Bob und Tatiana haben einen Anruf von Bobs Vorgesetzten erhalten, der in die Hände seiner Feinde geraten ist.
Paris: In diesem Moment kommt Merlins Nachbarin herüber, stellt sich ihm offiziell als Christine vor und erklärt, dass sie gerade dabei sei, ihre Soziologie-Doktorarbeit über eben diesen Superhelden Bob Saint-Clair zu schreiben. Merlin ist jetzt klar, wieso sich so viele Wesenszüge Christines in Tatiana wieder finden.
Mexiko: Zeit für Bob, Tatiana endlich zu verführen…
Paris: …und Zeit für François, dasselbe bei Christine zu wagen. Doch die weist ihn sanft mit den Worten zurück, er sei ja schließlich nicht Bob Saint-Clair. Als sie ihn verlässt, setzt sich François missmutig wieder an seine Arbeit. Seine Stimmungslage hat auch Konsequenzen für Superagent Bob, der nun in immer abstrusere Situationen gerät. Die empfundene Demütigung François Merlins …
Mexiko: …muss nun auch Bob Saint-Clair ertragen. Mit jeder seiner Aktionen macht sich der vom Superagent zum Loser absteigende Bob nur noch lächerlich.
Paris: Christine will für ihre Dissertation auch Informationen über Merlins Verleger beschaffen. Der heißt sie mit offenen Armen willkommen und zeigt über das rein berufliche Maß hinaus Interesse an der hübschen, jungen Ausländerin.
Mexiko: Bob hat noch nicht aufgegeben und läuft zu alter Stärke auf. Mit seiner sexuellen Potenz überzeugt er Tatiana endlich, was für ein ganzer Kerl er ist. Und allmählich scheint sie dahin zu schmelzen…
Paris: …wie auch Christine, die sich beim Lesen von der Männlichkeit Bobs angetörnt zeigt.
Mexiko: Derweil schlägt der Erzfeind Karpov zurück. Er hat Bob eine Falle gestellt.
Paris: Auch dessen fieses Pariser Pendant lässt nicht locker, denn Charron bemüht sich weiterhin um die Gunst Christines. Merlins Putzfrau glaubt, dass sich der Autor mit dem Verlauf seiner Geschichte auf den Holzweg begeben hat, und rät ihm, notfalls Christine um Rat zu fragen. Merlin sieht ein, dass sein Superheld wieder stärker seiner Rolle gerecht werden sollte statt sich lächerlich zu machen. Dies gilt natürlich auch für seinen Spiritus rector, François. Währenddessen hat sich Charron mit seinen Freunden ungeniert bei Christine eingeladen. Merlin, der deren Ankunft aus dem Fenster beobachtet, ist erbost.
Mexiko: Die Wut über Charrons Dreistigkeit, ihm womöglich Christine auszuspannen, schlägt sich in Bob Saint-Clairs Abenteuer nieder. Der Schurke Karpov hat sich Tatianas bemächtigt und vergewaltigt sie. Amerikanische Soldaten stürmen heran und befreien die geschändete Unschuld. Die Zeit für die Abrechnung Bobs mit Karpov ist gekommen. Doch was passiert? Bob und Karpov gestehen sich ihre Liebe zu Tatiana ein und entscheiden sich zu einem die Versöhnung besiegelnden Radausflug. Benommen sieht Tatiana die beiden Männer entschwinden.
Paris: Phantasie und Wirklichkeit finden schließlich zueinander: François und Christine gestehen einander ihre Liebe, und Charron schaut betreten. Merlin wirft sein Manuskript aus dem Fenster.

## Produktionsnotizen
Le Magnifique – ich bin der Größte, spätere Neubetitelung Belmondo – Der Teufelskerl (oder auch Der Teufelskerl – Ich bin der Größte), entstand in Paris und in Mexiko (an der Playa las Gemelas und bei Los Arcos, beides nahe bei Puerto Vallarta). Der Film wurde am 23. November 1973 in Frankreich uraufgeführt und lief am 12. April 1974 in Deutschland an. Die Filmbauten entwarf François de Lamothe.
Der Film wurde 2016 auf DVD veröffentlicht.

## Kritiken
„Dieser neue Philippe-de-Broca-Film amüsiert nicht nur, er hat auch Stellen verhaltenster Poesie. Er beginnt als Superagentenfilm, der alle gängigen Branchenklischees auf die Spitze treibt. Es dauert, ehe man begreift, daß diese Story dem gemarterten Gehirn eines an Verlagsabsprachen gebundenen und von der Schreibmaschine geschundenen Autors entsprießt. Er ist das Gegenteil seines Romanhelden: geschieden, verklemmt, verschreckt, voll von Geldsorgen, ganz und gar ohne Glanz. Seine Wunschträume projiziert er in seine Stories. De Broca hat es meisterhaft verstanden, diese Traumwelt, beherrscht vom Superman und von seiner Sex-Lady, mit der tristen und doch soviel menschlicheren und liebenswerteren Alltagswelt des Autors zu verbinden. Man lacht über die freche Film- und Gesellschaftsparodie und ist ebenso vom zarten Schmelz der echten Liebesgeschichte des Films bewegt. Herrlich als Poet und Agent Jean Paul Belmondo, bezaubernd die schöne Jacqueline Bisset: Superagentin und Soziologiestudentin mit Innenleben. Ein Film zum Ansehen.“

„De Brocas beste Arbeiten entstanden mit Jean-Paul Belmondo als Hauptdarsteller, den der Regisseur so schwung- und humorvoll wie kein anderer in Szene zu setzen vermochte. Filmische Schelmenstreiche wie Cartouche, der Bandit, Die tollen Abenteuer des Monsieur L. oder Le Magnifique — ich bin der Größte waren beste Beispiele für leichtverdauliches, beschwingtes Sommerkino, in denen de Broca mit sicherer Hand die Balance zwischen Spannung, Action und Komik hielt.“

„Aus der Gegenüberstellung von Fantasiewelt und Alltagsrealität entwickelt sich eine temporeiche und mit Gags gespickte Agentenfilmparodie, die sich jedoch weitgehend mit der bloßen Aneinanderreihung komischer Szenen begnügt.“

„Jean-Paul Belmondo auf den Spuren von James Thurbers Walter Mitty. In de Brocas einfallsreich verspielter Komödie ist er ein frustrierter Kolportage-Autor, der aus seinem schäbigen Alltag in opulente Träume flüchtet.“

„Das Talent Philippe De Brocas begann Mitte der 1960er Jahre zu schmelzen. (…) Herr De Broca's Le Magnifique … ist nicht unangenehm, aber hat nicht viel von irgendwas. (…) Hier gibt’s eine Menge nicht allzu witziger Überschneidungen zwischen den tristen Problemen des Autors im regnerischen Paris und den außergewöhnlichen Abenteuern des Spions im sonnendurchfluteten Acapulco, und da diese Szenerie sehr hübsch ist, machen die Acapulco-Aufnahmen mehr Spaß. An diesem Punkt ist es einfach unmöglich, die Arbeit von Ian Fleming mit wahrem Enthusiasmus zu parodieren, wie es hier Herr De Broca demonstriert. Der wahre Spaß, den man aus ‚Le Magnifique‘ mitnimmt, hängt komplett davon ab, wie weit man mit dieser Art Humor klarkommt.“

## Synchronisation
| Rolle                             | Darsteller         | Synchronsprecher |
| --------------------------------- | ------------------ | ---------------- |
| François Merlin / Bob Saint-Clair | Jean-Paul Belmondo | Klaus Kindler    |
| Christine / Tatiana               | Jacqueline Bisset  | Helga Trümper    |
| Karpov / Charron                  | Vittorio Caprioli  | Hans Korte       |
| Colonel Collins                   | Hans Meyer         | Michael Cramer   |
| Elektriker                        | Jean Lefebvre      | Erich Ebert      |
| General Pontaubert                | Raymond Gérôme     | Paul Bürks       |
| Madame Berger                     | Monique Tarbès     | Monika John      |